# Friedrich Hecker

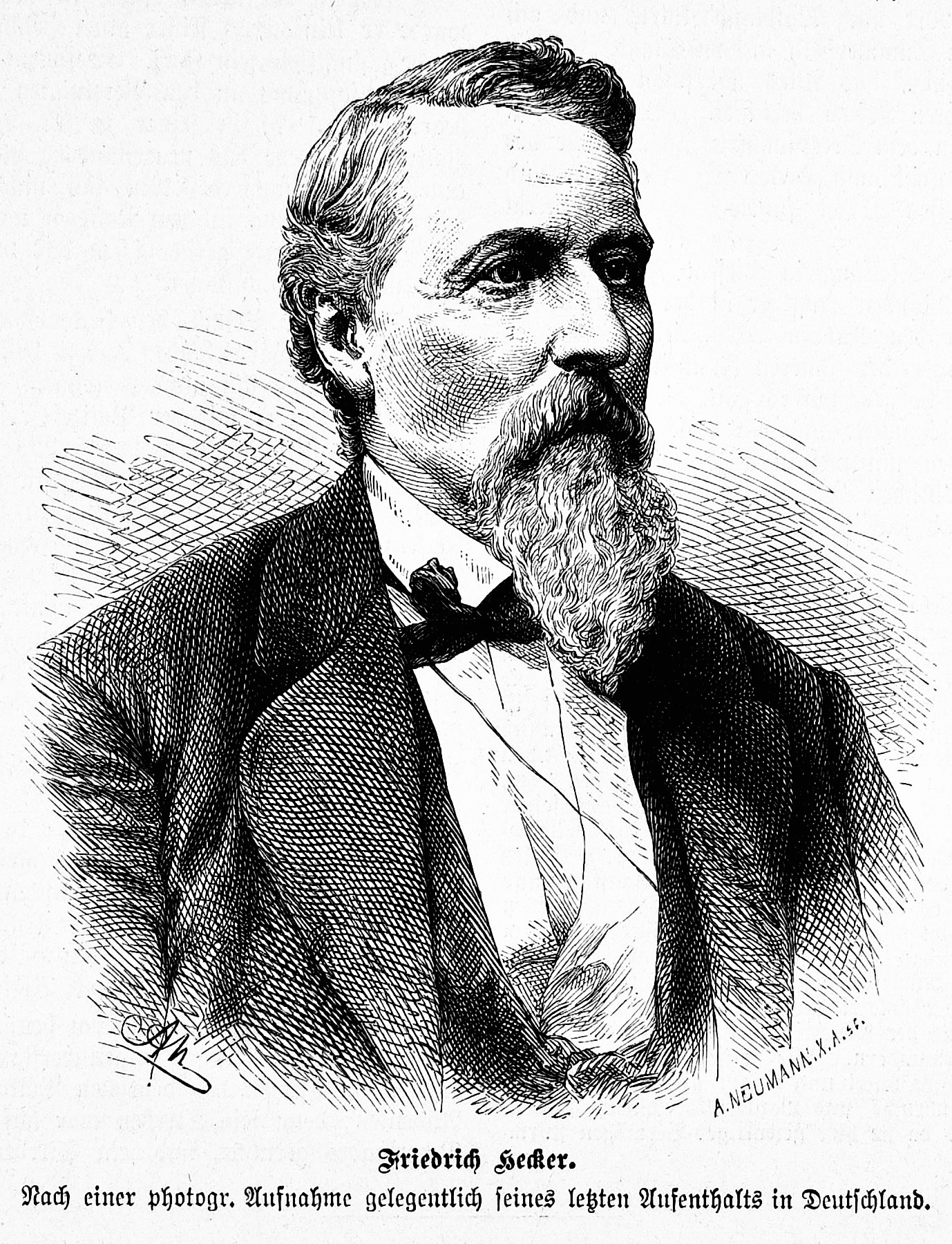
Friedrich Hecker

Friedrich Karl Franz Hecker (* 28. September 1811 in Eichtersheim, Großherzogtum Baden; † 24. März 1881 in Summerfield, Illinois, USA) war ein deutschamerikanischer Rechtsanwalt, Politiker und radikaldemokratischer Revolutionär. Er spielte in der Anfangsphase der badischen und der deutschen Revolution von 1848/49 bis April/Mai 1848 eine zentrale Rolle. In Baden war er in dieser Zeit einer der populärsten Redner und Agitatoren der Revolution. Nach der Niederlage des nach ihm benannten Aufstands emigrierte er in die USA. Dort kämpfte er während des Sezessionskrieges (1861–1865) als Offizier eines deutschen Freiwilligenregiments in der Armee der Nordstaaten.

## Leben und Wirken

### Jugend und Studium

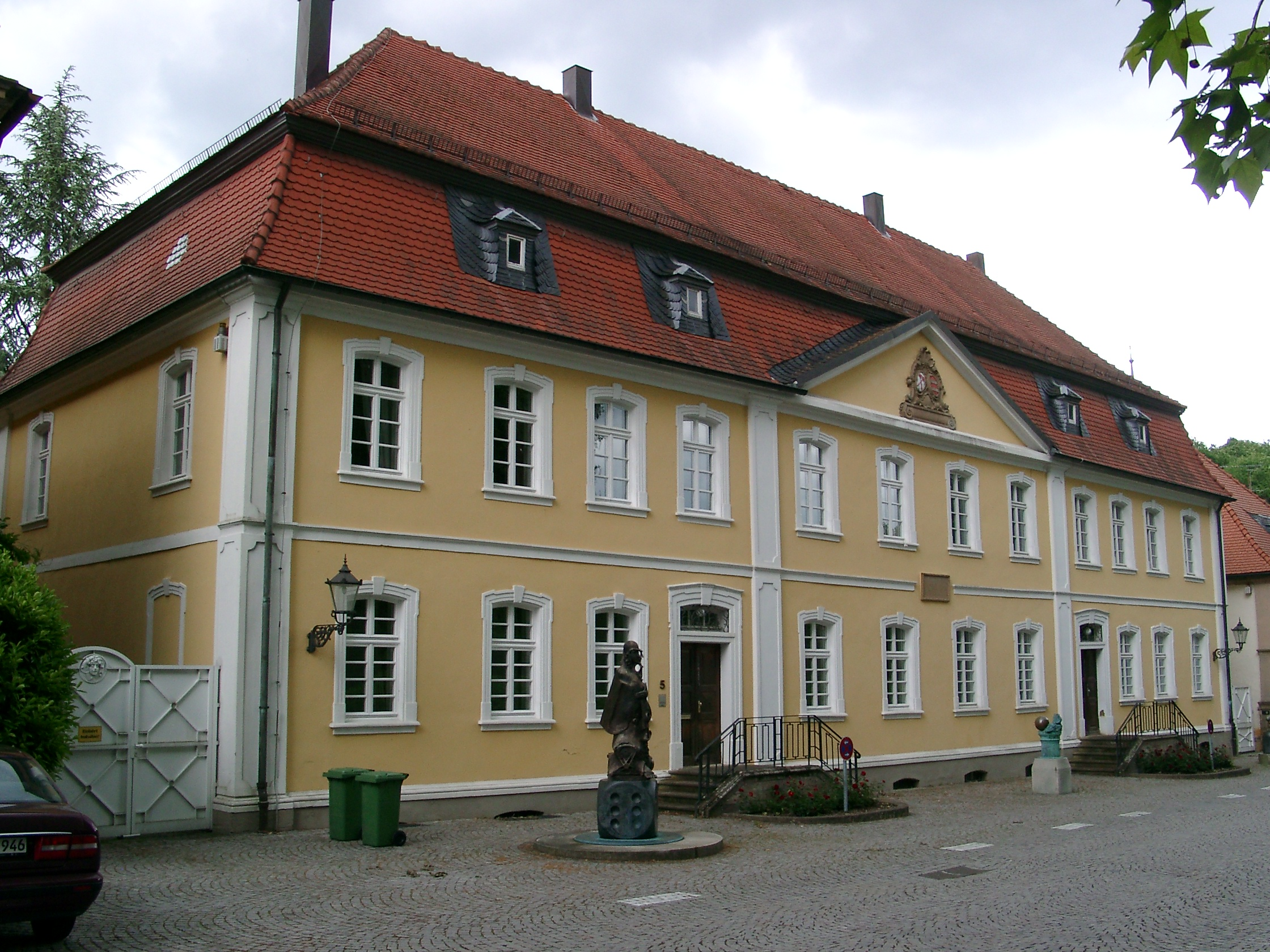
Das ehemalige Venningensche Rentamt (Friedrich-Hecker-Haus) in Eichtersheim ist Heckers Geburtshaus

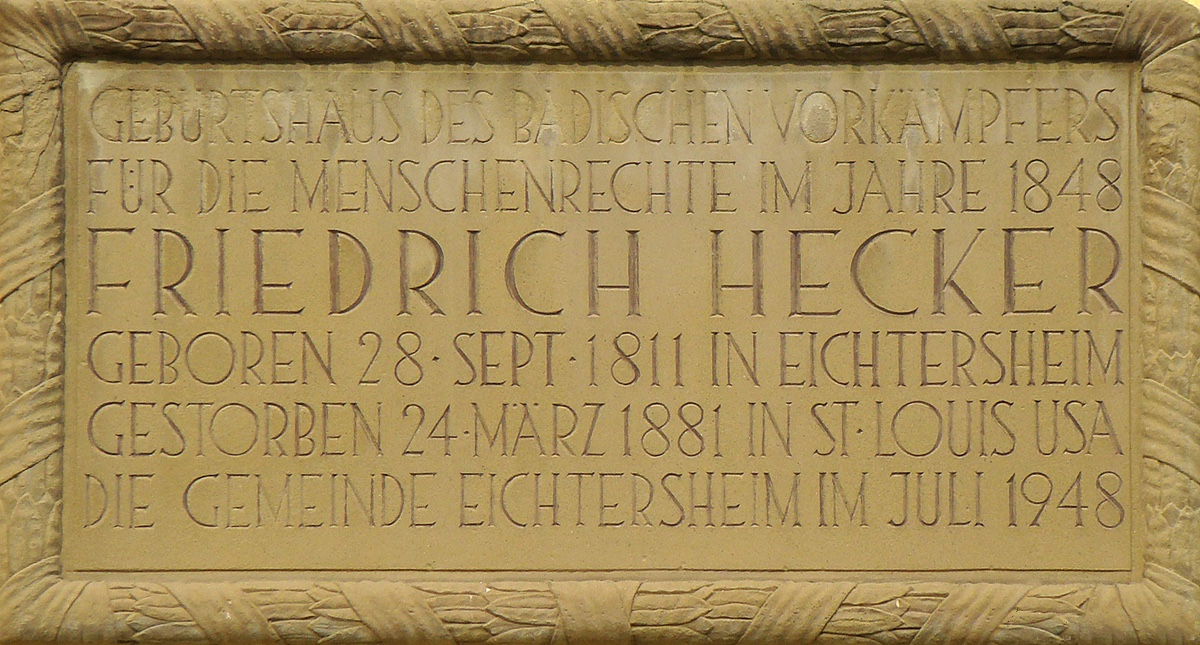
Gedenktafel an seinem Geburtshaus

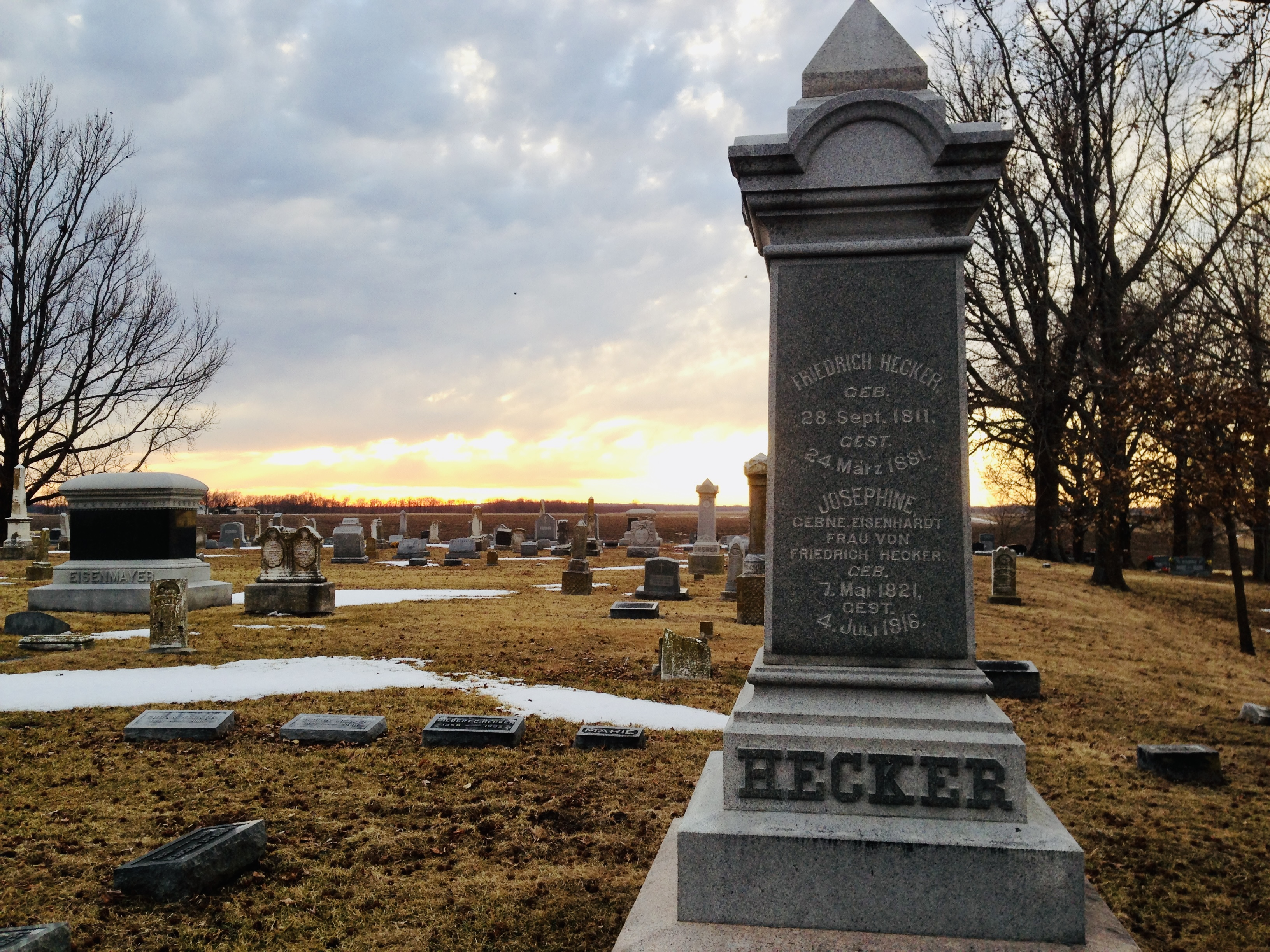
Friedrich Heckers Grab auf dem Friedhof Summerfield, Illinois, USA

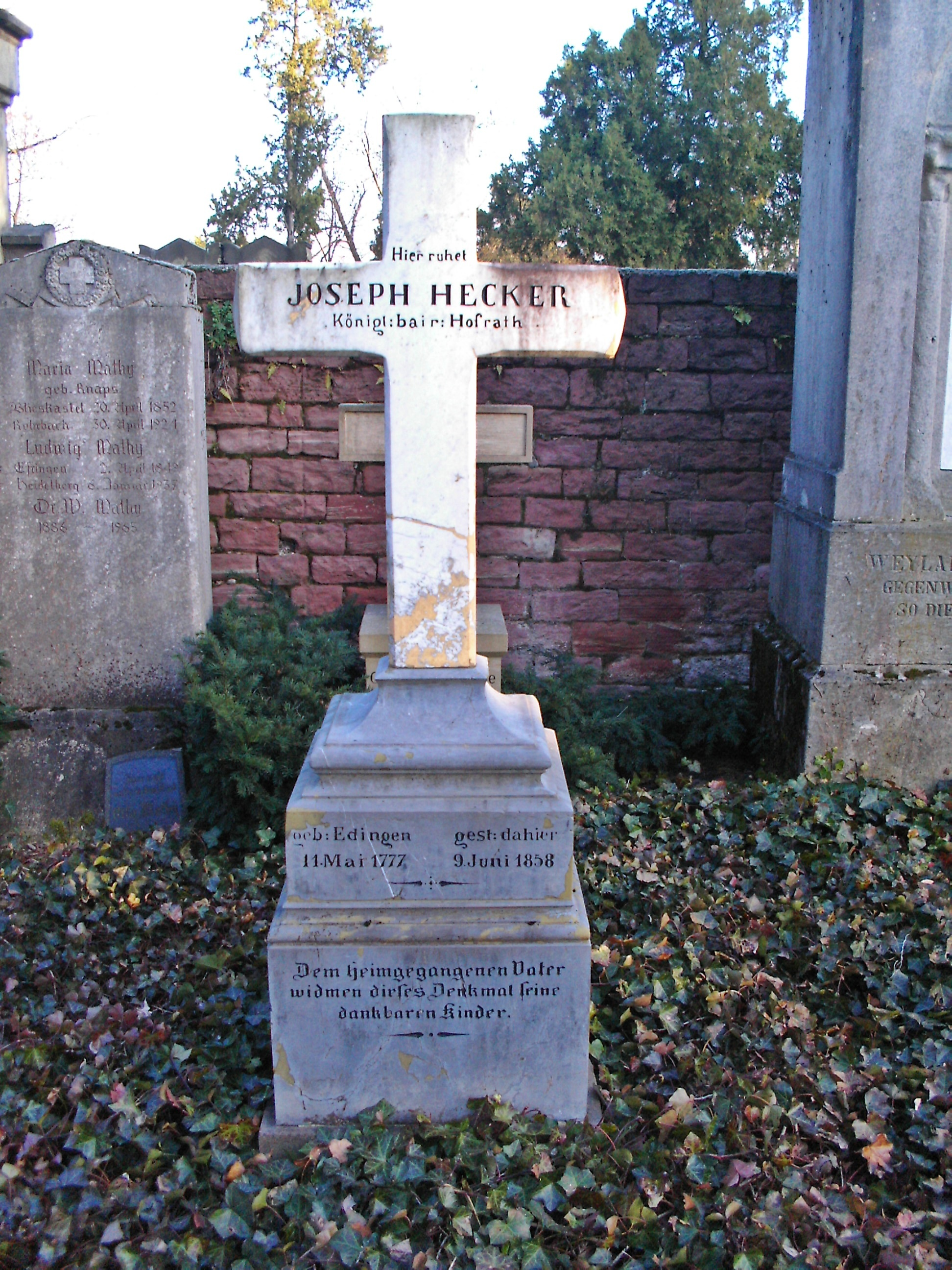
Grab des Vaters auf dem Hauptfriedhof Mannheim

Hecker wurde im Eichtersheimer Rentamt geboren. Sein Vater Josef Hecker war katholisch und königlich bayerischer Hofrat und Rentamtmann bei den Freiherren von Venningen; seine Mutter Wilhelmina war evangelisch und eine geborene von Lueder. Sein Taufpate war Baron Fritz von Venningen. Friedrich hatte drei jüngere Geschwister, darunter der spätere Chirurg und Freiburger Universitätsprofessor Karl Hecker (1812–1878). In Mannheim ging er 1820–1830 auf das Großherzogliche Lyceum, ein überkonfessionelles, neuhumanistisches Gymnasium. Er galt als ausgezeichneter Schüler.
Er wuchs in einem bürgerlich-liberal und oppositionell gesinnten Elternhaus auf und besuchte die Volksschule in Eichtersheim. Von 1830 bis 1834 studierte er Jura an der Universität Heidelberg. Dort hörte er Vorlesungen bei Anton Friedrich Justus Thibaut, Karl Salomo Zachariae und Karl Joseph Mittermaier. Besonders der letztere übte einen grundlegenden Einfluss auf sein Rechtsverständnis. Daneben zeigte er sich beeindruckt von den rationalistisch-fortschrittlichen Geschichtsvorlesungen des Historikers Friedrich Christoph Schlosser. Für ein Semester war Hecker auch an der Universität München immatrikuliert.
Während seiner Studienjahre begeisterte er sich für die Ziele der studentischen Progressbewegung und engagierte sich bei den Heidelberger Corps Hassia, Palatia und Rhenania. Die gelegentlich kolportierte Zugehörigkeit zur Alten Heidelberger Burschenschaft von 1831 ist zweifelhaft.
Zu Heckers studentischem Umfeld in Heidelberg gehörten Heinrich Hoffmann, dessen Struwwelpeter ab 1861 mit dem sogenannten Heckerkragen ausgestattet wurde, Albert Sprengel, der später Mitglied der Frankfurter Nationalversammlung war, sowie der Rechtshistoriker Karl Eduard Zachariae von Lingenthal und der Shakespeareforscher Karl Gisbert Friedrich von Vincke; sein Jurakommilitone Theodor Hoffmeister (1812–1834) zeichnete 1832 das früheste bekannte Porträt Heckers. Im gleichen Jahr nahm Hecker vermutlich am Hambacher Fest teil. Nach seinem Abschluss mit dem Zweiten Juristischen Staatsexamen 1834 promovierte er am 16. Juni 1834 in Heidelberg mit summa cum laude zum Doctor juris; sein zweijähriges Rechtspraktikum absolvierte er am Landamt Karlsruhe.
Im September 1835 unternahm Hecker eine Reise nach Paris. Dort besuchte er die Vorlesungen des Staatsrates Joseph Marie Degérando, vor allem aber kam er mit der französischen Praxis des öffentlichen Gerichtsverfahrens in Kontakt und wohnte den Verhandlungen der Nationalversammlung bei; darüber hinaus nahm er an einem Congrès Historique Européen teil. 1836 kehrte Hecker nach Karlsruhe zurück und schied sofort nach Beendigung seiner Vorbereitungszeit aus dem Staatsdienst aus. In Mannheim versuchte er, als Rechtsanwalt Fuß zu fassen, erhielt aber erst 1838 eine Stelle als Advokat und Prokurator am Großherzoglichen Oberhofgericht und Hofgericht des Unterrheinkreises.
Am 24. Oktober 1839 heiratete Hecker in Mannheim die 18-jährige Marie Josefine Eisenhardt, Tochter eines Mannheimer Kaufmanns. Mit ihr zeugte er in Deutschland drei Kinder: Arthur (* 1843), Malvina (* 1845) und Erwin (* 1847). In Belleville (Illinois) im St. Clair County kamen zwei weitere Söhne zur Welt: Alfred (* 1852) und Alexander (* 1854).

### Politische Karriere
1838 lernte Hecker Gustav von Struve kennen, einen Amtskollegen am Oberhofgericht, der später einer seiner wichtigsten revolutionären Weggenossen wurde. Der Kontakt zwischen beiden blieb zunächst, bis Mitte der 1840er Jahre, eher gering. Als weitaus bedeutender für seine politische Laufbahn sollte sich die Bekanntschaft mit Adam von Itzstein erweisen, mit dem ihn seit 1839 eine feste Freundschaft verband. Hecker wurde von ihm in den Hallgartenkreis eingeführt, der sich um ein koordiniertes Vorgehen der liberalen Oppositionspolitiker bemühte.
Mit kleinen Ämtern begann bald darauf die politische Laufbahn des Advokaten: 1842 wurde er in den Gemeinderat von Mannheim gewählt und Mitglied der exklusiven Herrengesellschaft der „Räuberhöhle“. Schon damals galt er als ausgezeichneter Redner und angenehmer Charakter. Im selben Jahr wählte man ihn auf Empfehlung Itzsteins auch in die Zweite Badische Kammer in Karlsruhe. Seine Arbeit als Abgeordneter erledigte Hecker gewissenhaft.
Als guter Redner stieg Hecker schnell zum Wortführer der liberalen und demokratischen Opposition auf und wurde in dieser Rolle überregional bekannt. Hecker propagierte radikaldemokratische, zum Teil auch gemäßigt sozialistische Ideen: die Gründung staatlich geförderter, aber frei konkurrierender Arbeiterassoziationen, die Abschaffung der Monarchie und die Einführung einer parlamentarischen Republik. 1847 setzte er sich bei der Offenburger Versammlung für eine deutsche Republik ein. Mit scharfen Worten forderte er hier unter dem Eindruck der grassierenden Hungersnöte die Beseitigung des Missverhältnisses zwischen der Schrankenlosigkeit des großen Kapitals und der Not des vierten Standes.
Hecker sprach sich in der Badischen Kammer auch für die Jüdische Emanzipation und volle rechtliche Gleichstellung der Juden aus.

### Badische Revolution

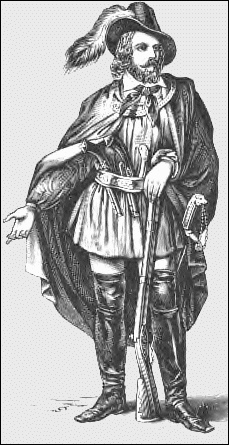
Hecker mit Revolutionsuniform und „Heckerhut“

Die Februarrevolution 1848 in Frankreich schürte politische Hoffnungen bei Hecker und seinen Gesinnungsgenossen. Er stellte sich auf die Seite der revolutionär gesinnten Bürger, die am 12. März 1848 ihre Petitionen beim Karlsruher Landtag einreichen wollten.
Die Zweite Offenburger Volksversammlung am 19. März 1848 war für Hecker ein Erfolg. Die Versammlung verabschiedete ein revolutionäres Programm und beschloss die Gründung von vaterländischen Vereinen. Auch am Frankfurter Vorparlament (31. März bis 3. April 1848) nahmen Hecker und Struve teil, konnten sich jedoch nicht durchsetzen. Weder gelang es ihnen, in den Fünfzigerausschuss gewählt zu werden, noch stießen ihre radikalen Auffassungen auf Begeisterung. Das Vorhaben, sogleich einen revolutionären Vollzugsausschuss zu gründen, der die politische Macht zu übernehmen habe, scheiterte im Ansatz.

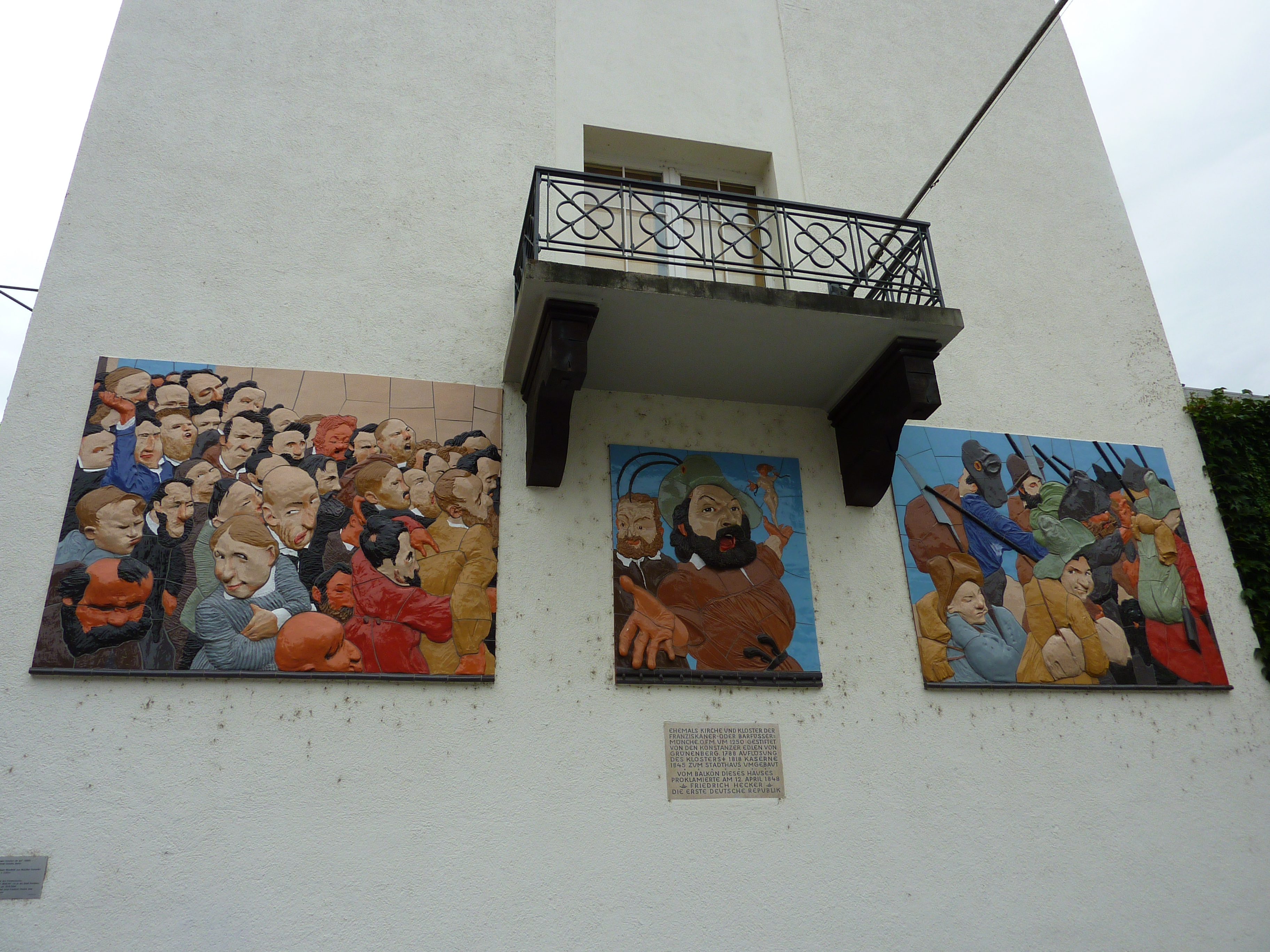
Vom Balkon des Konstanzer Stadthauses soll Friedrich Hecker die Republik ausgerufen haben; dies ist jedoch nicht durch zeitgenössische Quellen belegt. Das Majolikarelief von Johannes Grützke erinnert an Hecker.

Enttäuscht von den Frankfurter Demokraten, unternahmen Hecker und Struve am 13. April 1848 von Konstanz aus einen bewaffneten revolutionären Aufstand, der als „Heckerzug“ in die Geschichte eingegangen ist. Konstanz, die als liberal geltende Hauptstadt des Seekreises, erschien ihm als idealer Ausgangspunkt für einen Revolutionszug von Freischärlern gegen die Residenz in Karlsruhe. Hecker überschätzte jedoch die Teilnahmewilligkeit der Bevölkerung. Sein Zug von anfänglich 30–50 Mann wuchs innerhalb einer Woche zwar auf rund 800 Teilnehmer an, doch wurde er von Truppen des Deutschen Bundes in die Enge gedrängt und im Gefecht auf der Scheideck bei Kandern am Fuß des Südschwarzwalds besiegt. Das Gefecht von Kandern forderte mehrere Menschenleben. Unter den Gefallenen war auch General Friedrich Freiherr von Gagern.

### Emigration

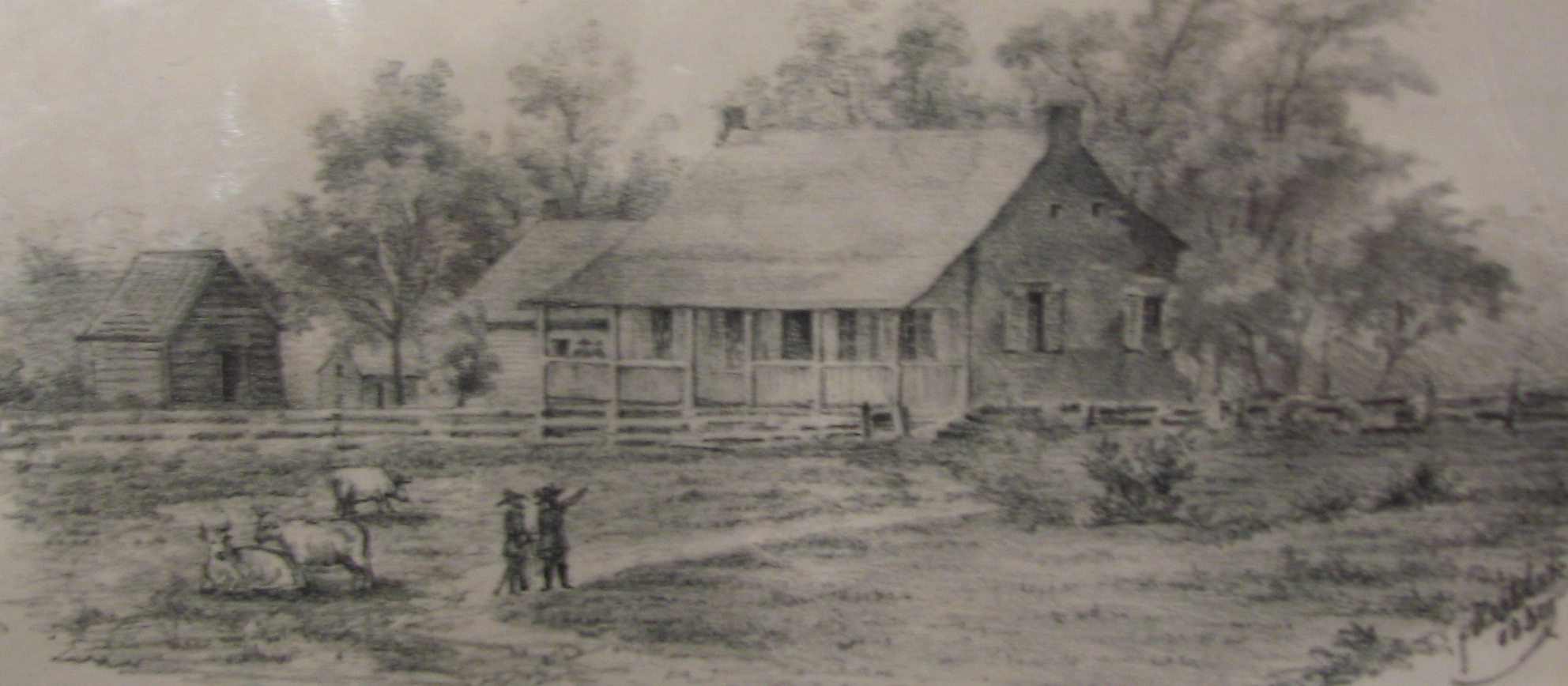
Friedrich Heckers Farm in Illinois

Anders als sein Freund Gustav von Struve betrachtete Hecker die deutsche Revolution nach der Niederlage bei Kandern als gescheitert. Struve kehrte zurück nach Baden, wo er sich weiter für die Revolution engagierte. Hecker war nach der Niederlage zunächst mit Struve und anderen Anhängern nach Muttenz bei Basel geflohen. Im September reiste er nach Straßburg, wo ihm die Behörden umgehend mit Ausweisung drohten. Er beschloss, in die USA zu emigrieren. Tausende sollen ihn in Straßburg verabschiedet haben. Von Le Havre aus setzten Hecker und seine Begleiter am 20. September 1848 nach New York über.
Noch im selben Jahr erwarb Hecker eine Farm in Summerfield und Lebanon bei Belleville, wo eine kleine Siedlung deutscher Emigranten existierte. Er betrieb Viehzucht und Weinbau und behielt diese Farm zeit seines Lebens. Hecker, dessen Vater einen Weinberg besaß, hatte in den USA Zugang zu wild wachsenden Reben, die eine weitgehende Resistenz gegen die Reblaus entwickelt hatten. Zwischen Adolph Blankenhorn und Hecker entstand 1872–1880 ein reger Briefwechsel, um die Qualität des deutschen Weins mit reblausresistenten Reben aus Amerika zu verbessern. Das Einfuhrverbot für amerikanische Reben wurde umgangen, indem Blankenhorn verschiedene Sorten von Traubenkernen von Hecker bezog.
Im Mai 1849 reiste Hecker noch einmal für kurze Zeit nach Europa zurück. Die Badische Revolution, die er unterstützen wollte, wurde jedoch kurze Zeit nach seiner Ankunft durch den Sieg preußischer Truppen über die Revolutionsarmee am 23. Juli 1849 niedergeschlagen. Hecker reiste in die USA zurück und kehrte Baden endgültig den Rücken.
Der mit ihm kämpfende Revolutionär Friedrich Doll kam 1853 in die Vereinigten Staaten und lebte seit Mitte Oktober auf Heckers Farm. Er beabsichtigte, im März 1854 ein Geschäft zu gründen. Am 18. Februar 1854 kam er auf Heckers Farm bei der unvorsichtigen Handhabung seines Jagdgewehrs ums Leben.

### Politisches Engagement in den USA
Deutsche Revolutionsimmigranten wie Hecker wurden in den USA „Forty-Eighters“ genannt. Wie viele von ihnen setzte auch Hecker sich ab 1856 in der Republikanischen Partei von Illinois für die Abschaffung der Sklaverei und die Wahl Abraham Lincolns zum Präsidenten ein. Er war sogar Wahlmann für den Staat Illinois, zusammen mit Lincoln.
Mehrmals kämpfte Hecker als Offizier zwischen 1861 und 1864 im Sezessionskrieg. Gemeinsam mit seinem Sohn meldete er sich freiwillig und warb selbst ein Regiment von Freiwilligen aus deutschen Auswanderern. Ihr General war der ehemalige badische Offizier Franz Sigel, der in Konstanz am Heckerzug beteiligt gewesen war und nun ebenfalls in den USA lebte. Hecker wurde 1861 Oberst im 24. Illinois Freiwilligen Infanterie-Regiment und 1862 Kommandeur des 82. Illinois Freiwilligen Infanterie-Regiments. Im Mai 1863 in der Schlacht bei Chancellorsville wurde er schwer am Bein verwundet und von Soldaten der Brigade von Adolph Buschbeck in Feldverschanzungen gezogen. Nach dem Krieg kehrte Hecker zu seinem Hof in Illinois zurück.

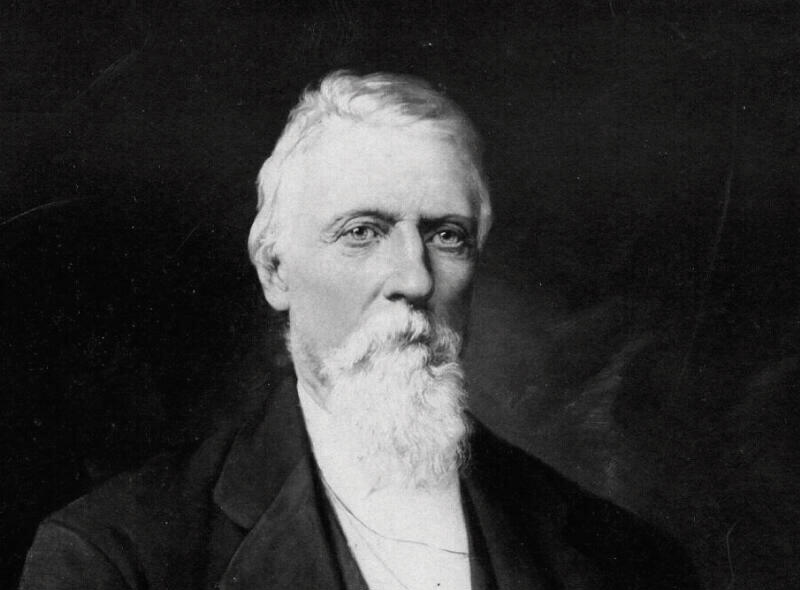
Friedrich Hecker 1874 im Alter von 64 Jahren (Bild aus dem Familienarchiv seiner Nachfahren)

Am 14. April 1868 bekam Hecker durch das Humboldt Medical College in St. Louis die Ehrendoktorwürde verliehen.
Die deutsche Einigung von 1871 begrüßte Hecker in St. Louis durch eine bekannte Botschaft. Allerdings verurteilte er die preußische Hegemonie und später die bonapartistisch-polizeistaatlichen Methoden Bismarcks bei der Verfolgung der Sozialdemokraten durch das Sozialistengesetz. 1873 stattete er seinem Geburtsort seinen einzigen Besuch ab und besuchte in Freiburg den befreundeten Fabrikanten und Politiker Carl Mez. Hecker wollte jedoch nicht in Deutschland bleiben.
Friedrich Hecker starb 1881 im Alter von 69 Jahren auf seiner Farm in Illinois. Sein Grabstein der US Army auf dem Friedhof der Gemeinde Summerfield trägt die Aufschrift „Col. Frederic Hecker 82nd Ill. Inf.“ (Hecker befehligte während des Bürgerkrieges das 82. Infanterieregiment des Staates Illinois). Bei seinem Begräbnis sollen rund 1000 Menschen anwesend gewesen sein.

## Ehrungen
Hecker blieb auch nach seiner Emigration eine der bedeutendsten Idolfiguren der radikalen deutschen Republikaner, insbesondere in Südwestdeutschland. „Heckerhut“ und „Heckerlied“ waren vielfach verbreitet. Dem taten auch die Karikaturen und Satiren seiner Gegner, wie die Spottballaden Das Guckkasten-Lied vom großen Hecker (Karl Gottfried Nadler) oder Der Hecker ist gekommen in den Schwarzwald hinein keinen Abbruch.
Besonders in Baden wird heute noch des Revolutionärs Hecker gedacht. Es gibt ein Friedrich-Hecker-Gymnasium in Radolfzell am Bodensee und eine Friedrich-Hecker-Schule in Sinsheim. Unter anderem in Heidelberg, Freiburg im Breisgau, Lörrach, Waldshut-Tiengen, Schwetzingen, Rastatt, Karlsruhe-Knielingen und Offenburg sind Straßen nach Hecker benannt.
Der AStA der Universität Konstanz trat lange Zeit für die Umbenennung der Hochschule in „Friedrich-Hecker-Universität“ ein. In Konstanz findet sich ein modernes Relief des Heckerzugs unter dem Balkon des Bürgersaals (früher Franziskanerkloster), von dem Hecker 1848 die Republik ausgerufen haben soll (ein Ereignis, das so nicht belegt ist). Der SPD-Kreisverband Konstanz verleiht regelmäßig den Heckerhut, zuletzt im Januar 2024 an die ehemalige Justizministerin und derzeitige Vizepräsidentin des Europäischen Parlaments Katarina Barley.
Nach Hecker benannte sich auch das Dorf Hecker in Monroe County, das bis 1895 Freedom hieß. Ob sich Hecker jemals dort aufgehalten hat, ist nicht belegt.
Die deutsche Neofolk-Band Hekate würdigte Heckers Leistungen auf der Robert Blum gewidmeten LP Hambach -1848- im Stück Hecker’s Traum.

## Nachlass
Der umfangreiche schriftliche Nachlass Heckers (Friedrich Hecker-Papers) befindet sich seit 1987 als Sammlung S0451 in der Western Historical Manuscript Collection in St. Louis im US-Bundesstaat Missouri.

## Werke (Auswahl)
- Ideen und Vorschläge zu einer Reform des Gerichtswesens. Heinrich Hoff, Mannheim 1844.
- Die staatsrechtlichen Verhältnisse der Deutschkatholiken mit besonderem Hinblicke auf Baden. Gross, Heidelberg 1845.
- mit Georg Lommel: Deutschland und Dänemark. Für das deutsche Volk. Ziegler, Schaffhausen 1847.
- Die Erhebung des Volkes in Baden für die deutsche Republik im Frühjahr 1848. Schabelitz, Basel 1848.
- Thomas Paine: Die Rechte des Menschen. Eine Antwort auf Burke’s Angriff gegen die französische Revolution und zugleich eine Kritik des Wesens und des Werthes der verschiedenen bestehenden Regierungsformen. Aus dem Englischen. Mit einer Biographie des Verfassers und einer Vorrede von Friedrich Hecker. Arnold, Leipzig 1851.
- Gepfefferte Briefe. Schneider, Mannheim 1868.
- Friedrich Hecker’s Festrede, gehalten bei der Deutschen Friedens-Feier zu St. Louis im Staate Missouri in den Vereinigten Staaten von Amerika, Sonntag den 12. März 1871. Baist i. Komm., Frankfurt a. M. 1871.
- Reden und Vorlesungen. C. Witter, St. Louis/Neustadt a. Haardt 1872.
- Wie ich die Pfaffen versohlte. Antiklerikale Schriften. Hrsg. und mit einem Vorwort von Marvin Chlada. Reihe: Klassiker der Religionskritik. Band 6. Alibri-Verlag, Aschaffenburg 1999, ISBN 978-3-932710-56-8.